# Municipio de Kanwaka
El municipio de Kanwaka (en inglés: Kanwaka Township) es un municipio ubicado en el condado de Douglas en el estado estadounidense de Kansas. En el año 2010 tenía una población de 1412 habitantes y una densidad poblacional de 11,92 personas por km².

## Geografía
El municipio de Kanwaka se encuentra ubicado en las coordenadas 38°57′47″N 95°24′58″O / 38.96306, -95.41611. Según la Oficina del Censo de los Estados Unidos, el municipio tiene una superficie total de 118.44 km², de la cual 110,59 km² corresponden a tierra firme y (6,63 %) 7,85 km² es agua.

## Demografía
Según el censo de 2010, había 1412 personas residiendo en el municipio de Kanwaka. La densidad de población era de 11,92 hab./km². De los 1412 habitantes, el municipio de Kanwaka estaba compuesto por el 93,98 % blancos, el 0,92 % eran afroamericanos, el 0,85 % eran amerindios, el 1,13 % eran asiáticos, el 0,5 % eran de otras razas y el 2,62 % eran de una mezcla de razas. Del total de la población el 2,34 % eran hispanos o latinos de cualquier raza.